# Robert Neumann
Pour les articles homonymes, voir Neumann.
Robert Neumann, né le 22 mai 1897 à Vienne et mort le 3 janvier 1975 à Munich,  est un écrivain autrichien. 

## Biographie
Robert Neumann s'exile à Londres dès 1933. Choisissant de renoncer à « la langue des bourreaux », il écrit en 1946 Les Enfants de Vienne en anglais.
Un an avant sa mort, il réécrit le roman dans une langue imaginaire, mélange d'argot viennois, de yiddish et de slang américain. 

## Œuvres
La deuxième version des Enfants de Vienne (Die Kinder von Wien, Eichborn AG, Frankfurt am Main, 2008) a été traduite en français :
- Robert Neumann (trad. de l'allemand par Nicole Casanova, postf. Ulrich Weinzierl), Les Enfants de Vienne [« Die Kinder von Wien »], Paris, Éditions Liana Levi, coll. « Littérature étrangère », 2009, 256 p. (ISBN 978-2-86746-523-9, présentation en ligne)

## Filmographie
- 1935 : Le Sultan rouge (Abdul the Damned) de Karl Grune